# Calyptraea chinensis
Espèce
Le Chapeau chinois (Calyptraea chinensis) est une espèce de mollusques gastéropodes de la famille des Calyptraeidae. Ce sont des hermaphrodites successifs non équilibrés.

## Répartition
Cette espèce vit au Nord-Ouest de l'Afrique, en mer Méditerranée, en mer du Nord, en mer Noire et dans l'océan Atlantique.